# Gustavo Rincón
Gustavo Rincón Casallas (Bogotá, 1938) es un exciclista colombiano de ruta y empresario. Dentro sus triunfos se destaca una victoria en la Vuelta al Táchira, así como podios en la Vuelta a Guatemala, Vuelta a Costa Rica, Clásico RCN y en la Vuelta a Colombia en donde participó en 8 oportunidades.

## Palmarés
1964
- 1 etapa de la Vuelta de la Juventud Mexicana
- Clasificación de los novatos en la Vuelta a Colombia
- 2º en el Campeonato de Colombia en Ruta

1966
- 3º en la Vuelta a Guatemala

1967
- Vuelta al Táchira,[1] más 1 etapa

1968
- 2º en la Vuelta a Guatemala

1969
- 3º en la Vuelta a Colombia
- 2º en la Vuelta a Costa Rica,[2] más 3 etapas

1970
- 2º en el Clásico RCN
- 2º en la Vuelta a Colombia, más 1 etapa

## Equipos
- Cundinamarca (1964)
- Ferretería Reina (1965-1970)
- Cundinamarca (1970)  De 27-04 hasta 10-05